# D-STAR

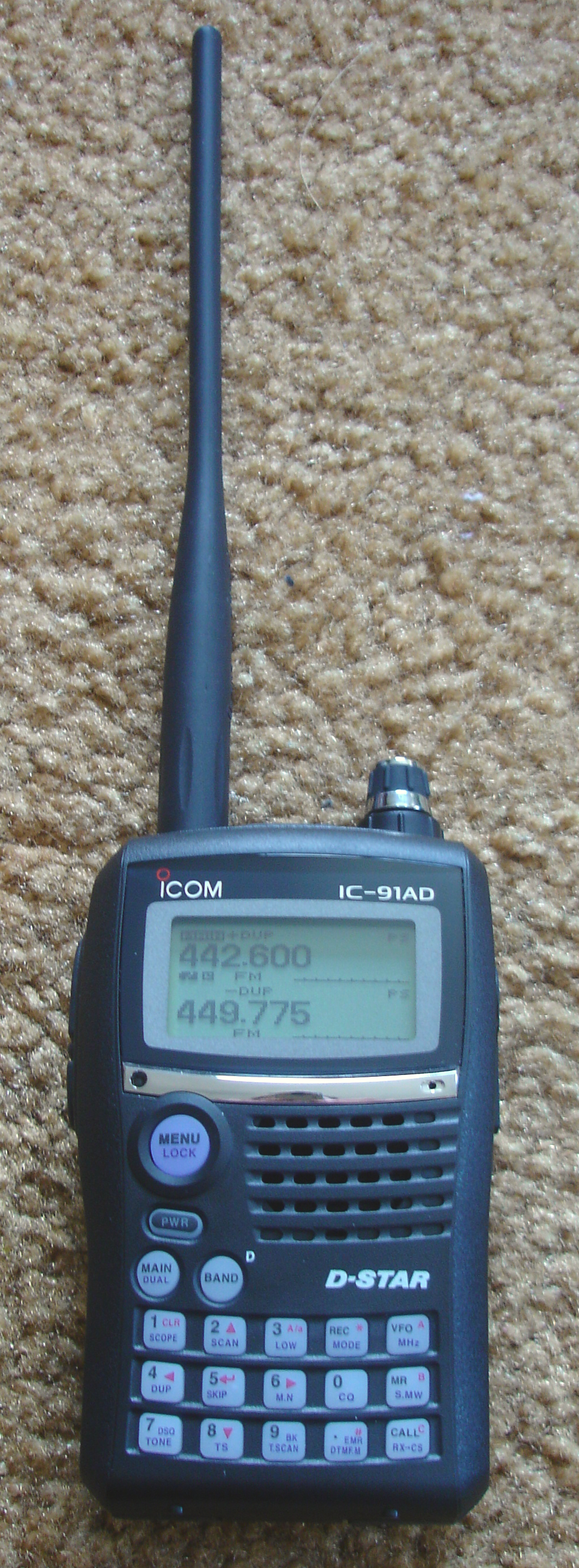
D-STAR 기능을 지원하는 UT-121 모듈이 탑재된 일본 ICOM사의 IC-91AD 핸디 무전기

D-STAR (Digital Smart Technologies for Amateur Radio)는 아마추어 무선을 위한 디지털 통신규격이다. 일본아마추어무선연맹에서 개발했다.
원래 다른 아마추어 무선용 디지털 통신규격이 존재하였으나, 디스타는 대형 무전기 제조업체에서 판매를 개시한 첫 번째 아마추어 무선용 디지털통신규격 중 하나다. 디스타를 통해 아마추어 무선이 본격적으로 디지털 시대로 접어들게 되었다.
아날로그 방식의 음성통신모드는 AM, FM, SSB 등이 있으며, 이 통신모드가 20세기를 장악했다. 그러나 디지털 방식인 디스타는 더 선명한 신호와 더 좁아진 대역폭을 사용한다.
기존의 아날로그 AM/FM/SSB 교신시에는, 미약한 송신출력을 할 경우, 수신자가 심한 잡음으로 이해하기가 힘들었는데 비해, 디지털 방식은 잡음이 혁신적으로 감소했다. 다만, 무전기 가격을 너무 높였다는 비판도 없지 않다.

## 교신방식
- 일대일 교신 - 핸디 무전기와 핸디 무전기가 직접 교신하는 방식. 아마추어 무선용 핸디 무전기는 보통 송신출력이 5W인데, 이는 건물이 많은 도심에서는 교신거리 5 km이며, 시골이나 탁 트인 곳에서는 교신거리가 20 km 정도 되며, 하늘로는 고도 330 km 정도에 위치한 국제우주정거장과 직접교신이 된다. 교신거리가 짧지만, 중계기가 필요없기 때문에, 가장 고위험의 재난시에도 통신이 두절되는 경우는 없다.
- 단일중계기 교신 - 핸디 무전기, 중계기 한 개, 핸디 무전기의 교신방식이다.
- 복수중계기 교신 - 핸디 무전기, 중계기 여러 개, 핸디 무전기의 교신방식이다. 보통 사용하는 핸드폰이 이러한 복수 중계기 교신 방식이다.
- 중계기 인터넷 교신 - 핸디 무전기, 중계기 한 개, 인터넷, 중계기 한 개, 핸디 무전기의 교신방식이다. 유선통신망인 인터넷의 중계를 통해 교신거리가 무제한이 되어 지구 전역과 교신이 가능해진다. 에코링크와 비슷한 개념이다.

## D-Star 라디오 자작
아마추어 무선에서는 아마추어 무선사가 무전기를 직접 제작하여 전 세계 교신에 성공하는 활동을 매우 대단하게 여기며, 중요한 아마추어 무선 활동 중의 하나로 여긴다.
최초의 D-Star 라디오 설계도는 Moetronix.com의  Digital Voice Transceiver Project이다. 여기에는, 기판설계도 등 다양한 정보가 포함되어 있다. 다른 프로젝트로는 사토시 야쓰다(7M3TJZ/AD6GZ)가 제작한 UT-118 DV 어댑터이다. 이 프로젝트는 아이콤의 UT-118를 다른 제작사 무전기에 연결하는 것이다. 안토니 나바로(EA3CNO) 또한 UT-118와 관련된 개발을 하였다.
아이콤의 UT-118은 기존의 아날로그 무전기에 연결하여 사용할 수 있게 한, 25만원 정도 하는 D-Star 회로기판이다. 다만, 기본적으로 아이콤의 제한된 무전기 모델(IC-R2500, IC-PCR2500, IC-V82, IC-U82, IC-2200H)에만 장착할 수 있게 되어 있어서, 타회사 아날로그 무전기에 연결하려면, 추가적인 개조작업이 필요하다.

## 같이 보기
- TETRA
- 에코링크